# Skarbiec katedralny w Essen

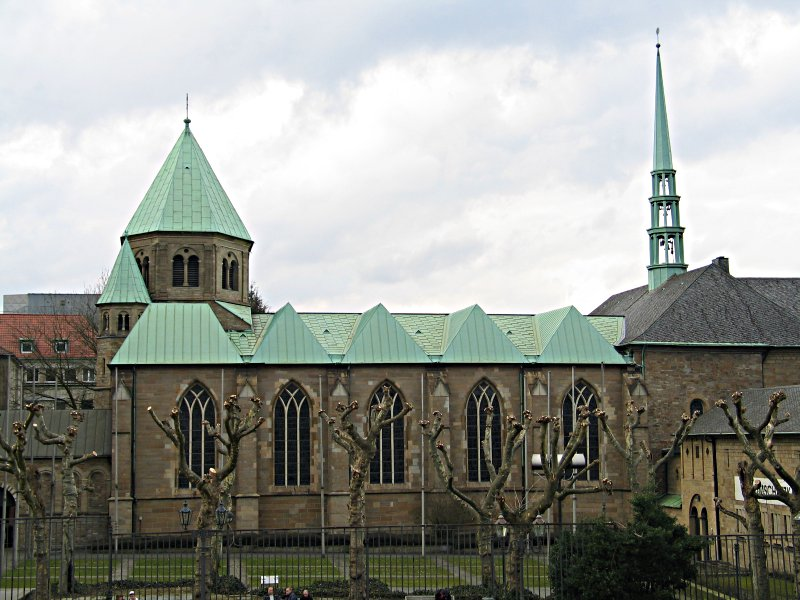
Katedra w Essen

Skarbiec katedralny w Essen (niem. Domschatz) – zbiory średniowiecznej rzeźby i rzemiosła artystycznego, należące do najbogatszych tego typu zbiorów sztuki w Niemczech.

## Dzieje

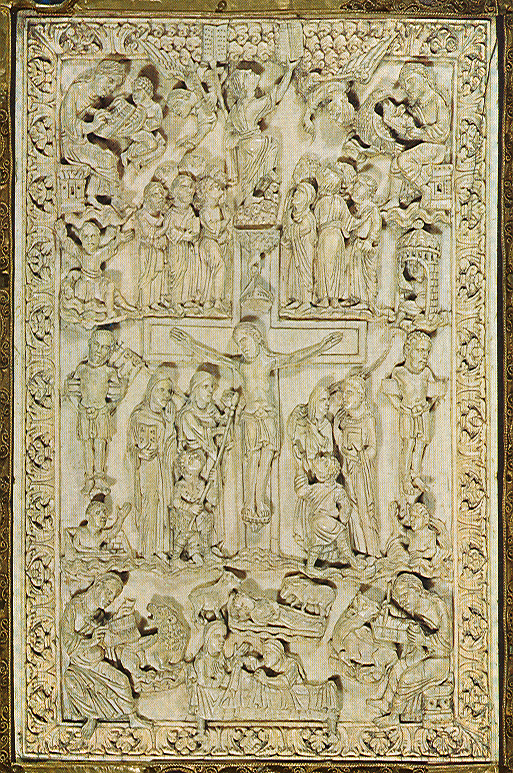
Przednia oprawa Ewangeliarza Teofano

Dzieje skarbca są ściśle powiązane z powstaniem żeńskiego opactwa w Essen, w którego skład oprócz klasztoru wchodzą kościół pw. Świętych Kosmy i Damiana oraz przylegający do niego kościół Świętego Jana Chrzciciela. Swoje bogactwo skarbiec zawdzięcza przede wszystkim władcom z dynastii Ludolfingów, którzy de facto byli w silnej relacji z esseńskimi opatkami. Cesarz Otton III podarował klasztorowi swoje insygnia koronacyjne – miecz i prawdopodobnie koronę, którą przyjął podczas koronacji na króla Niemiec w 983. W czasie koronacji miał trzy lata.
Obecny skarbiec katedralny powstał w 1957 wraz z założeniem w Essen lokalnego biskupstwa podległego arcybiskupstwu kolońskiemu. Historyczne zbiory zgromadzono w budynku przy Burgplatz (Placu Zamkowym) obok katedry. Dwa cenne dzieła z czasów Ottonów – Złota Madonna i siedmioramienny świecznik z ok. 1000 stanowią część wystroju katedry. W latach 2008–2009 miał miejsce w skarbcu generalny remont. Na ten okres ogromna część zbiorów sztuki ze skarbca została zaprezentowana na wystawie zorganizowanej w Muzeum Zagłębia Ruhry (niem. Ruhrlandmuseum) w Essen. Zatytułowana Gold vor Schwarz wystawa trwała do 11 stycznia 2009, zaś ponowne otwarcie skarbca miało miejsce 15 maja 2009 roku.

## Zbiory

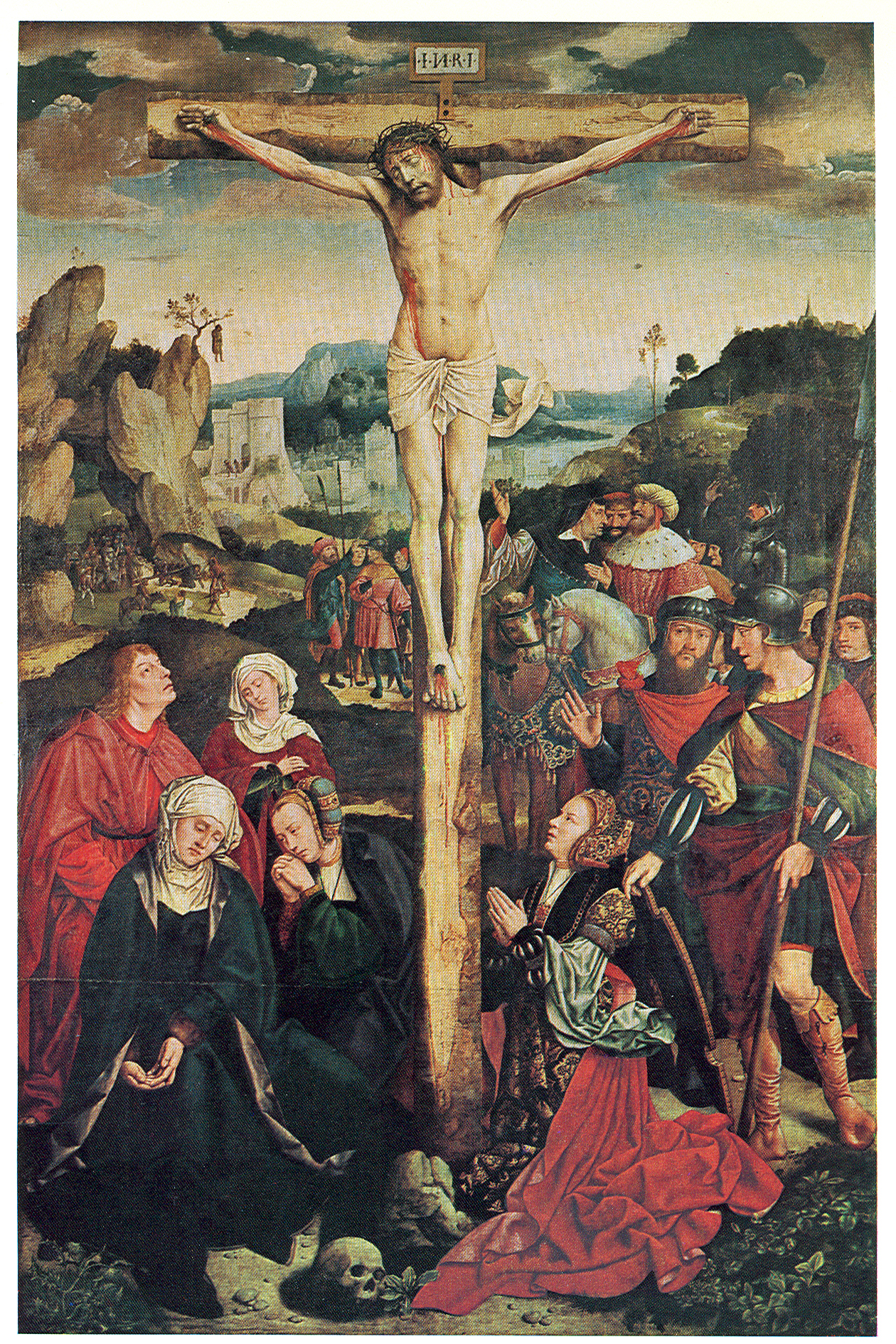
Ukrzyżowanie pędzla Bartholomäusa Bruyna

Bogate zbiory sztuki tworzą liczne dzieła rzeźby, malarstwa i rzemiosła artystycznego. Rzeźbę reprezentuje przede wszystkim Złota Madonna – wykonana z drewna lipowego i pokryta w całości cienką warstwą złota figura Marii z Dzieciątkiem, pełniąca niegdyś funkcję rzeźby kultowej, datowana na ok. 980. Ze złotnictwa wyróżniają się cztery krzyże procesyjne, wśród nich dwa ottońskie powstałe za panowania opatki Matyldy – krzyż Ottona i Matyldy oraz emaliowany krzyż Matyldy. Pamiątkami po opatce Teofano są ewangeliarz z licznymi miniaturami i oprawą wykonaną z kości słoniowej z reliefowymi przedstawieniami m.in. Ukrzyżowania, kolejne dwa krzyże procesyjne oraz relikwiarz gwoździa z Krzyża Pańskiego. Z cesarzem Ottonem III związane są dwa dzieła będące insygniami koronacyjnymi – korona i ceremonialny miecz wykonany ze stali damasceńskiej. Bezcennym dziełem malarstwa książkowego jest Ewangeliarz Altfrida (biskupa Hildesheim) datowany na ok. 800/850. Ponadto kilkanaście bogato zdobionych XIV-wiecznych agraf o burgundzkim pochodzeniu, relikwiarze św. Marsusa oraz patronów esseńskiej katedry Kosmy i Damiana, dzieła gotyckiego malarstwa tablicowego – XVI-wieczne kwatery ołtarzowe malowane przez kolońskiego malarza Bartholomäusa Bruyna oraz liczne rzeźby, utensilia mszalne i dokumenty.

## Galeria

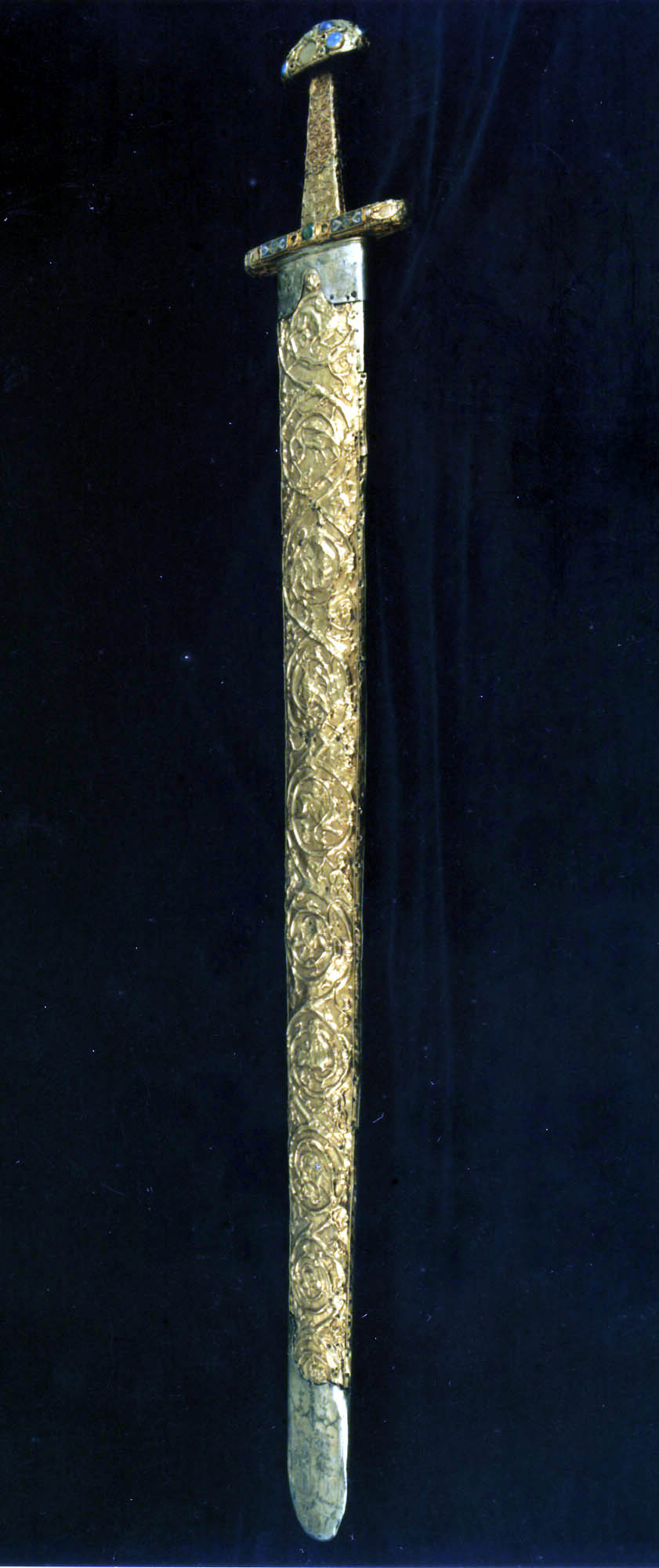
Miecz Kosmy i Damiana
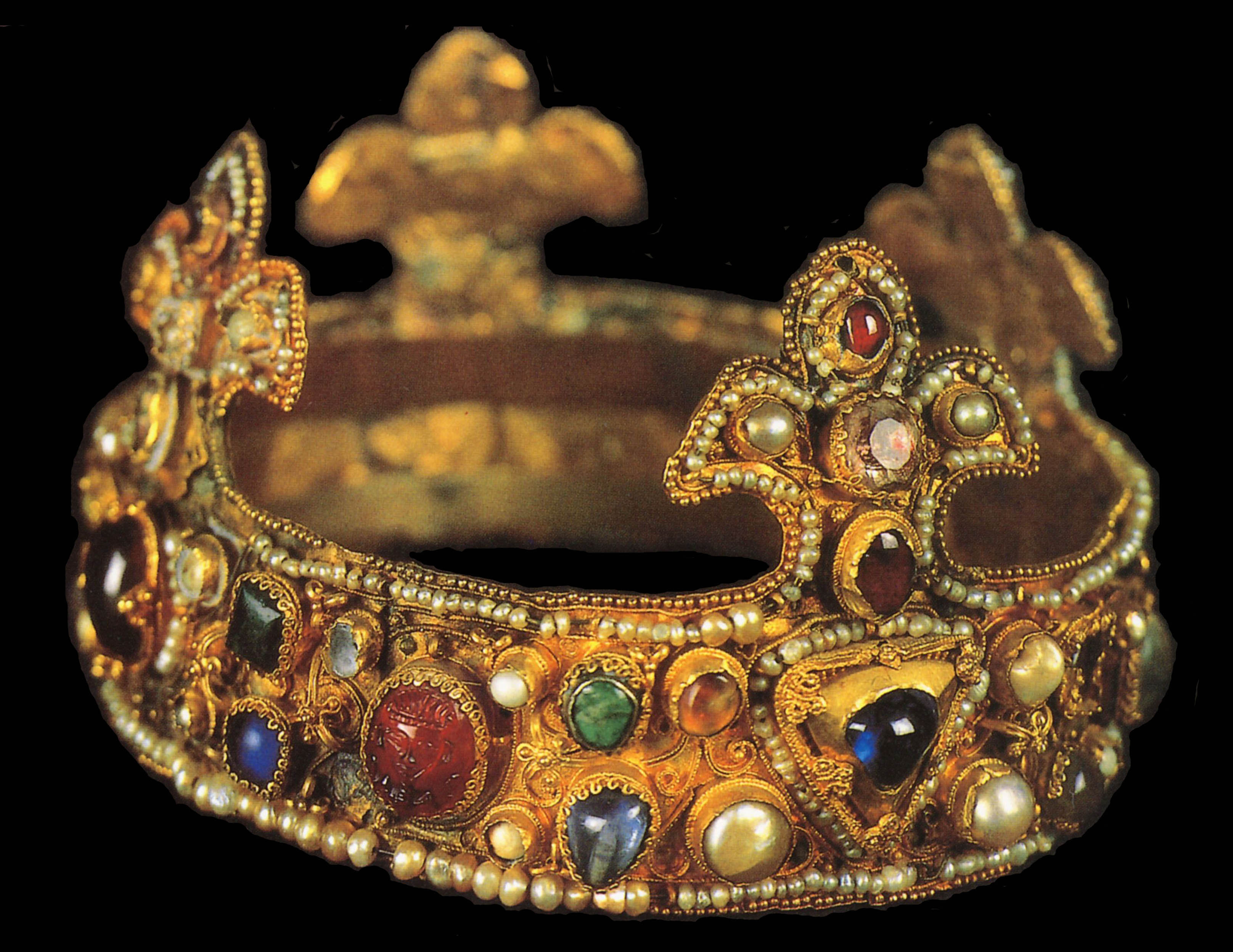
Korona Ottona III
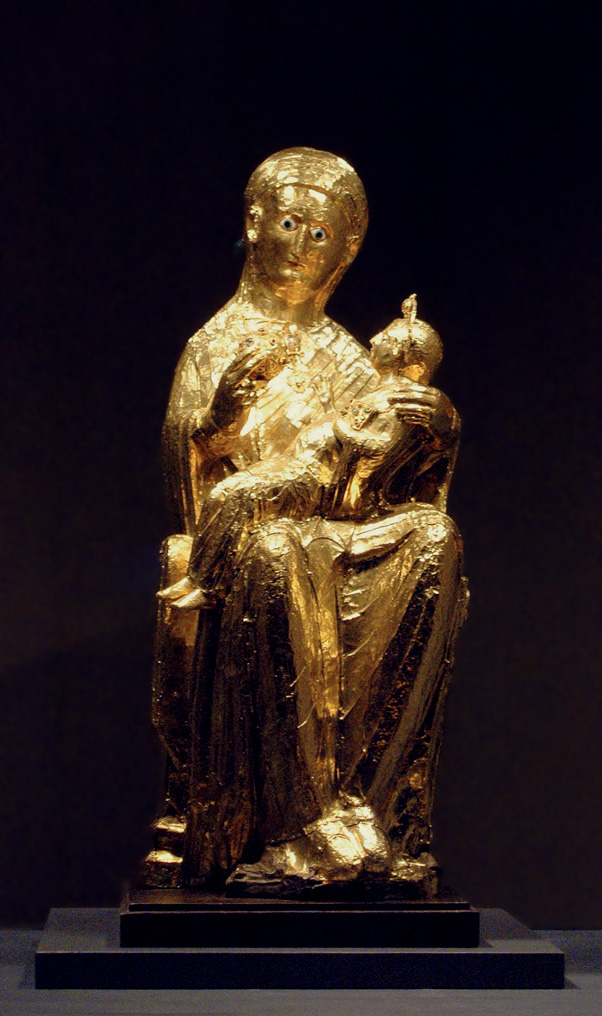
Złota Madonna
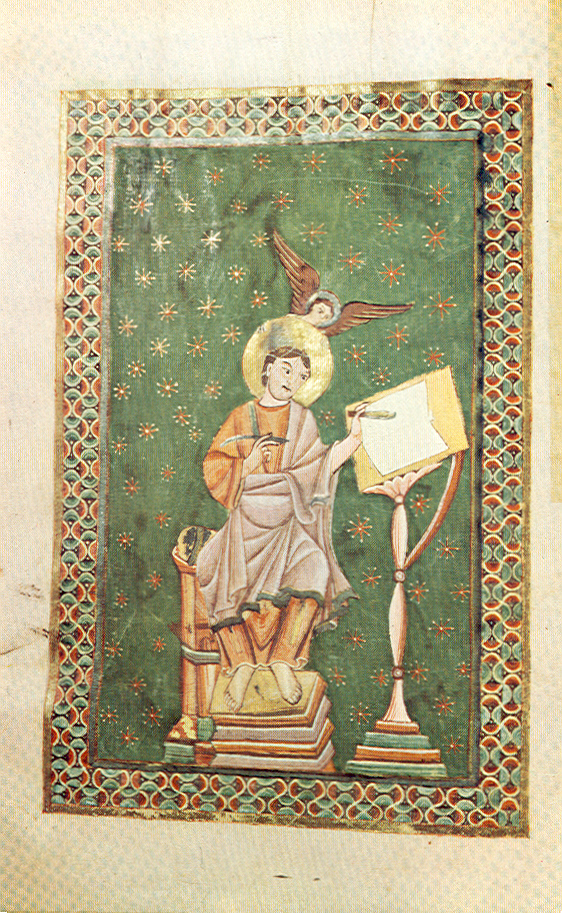
Święty Mateusz – fragment Ewangeliarza ksieni Teofanii
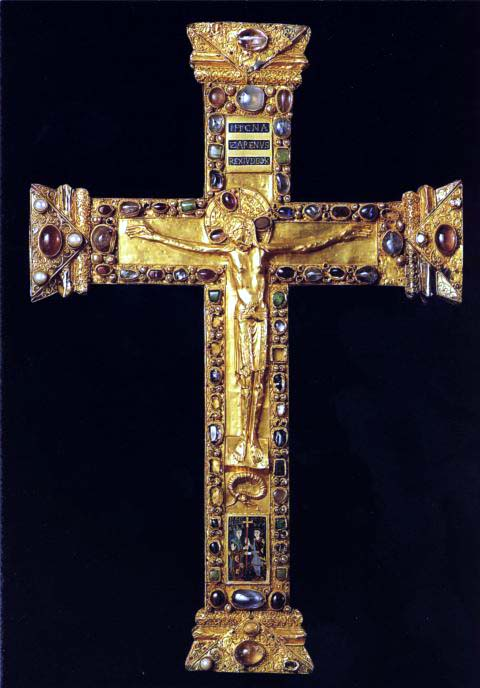
Krzyż Ottona i Matyldy
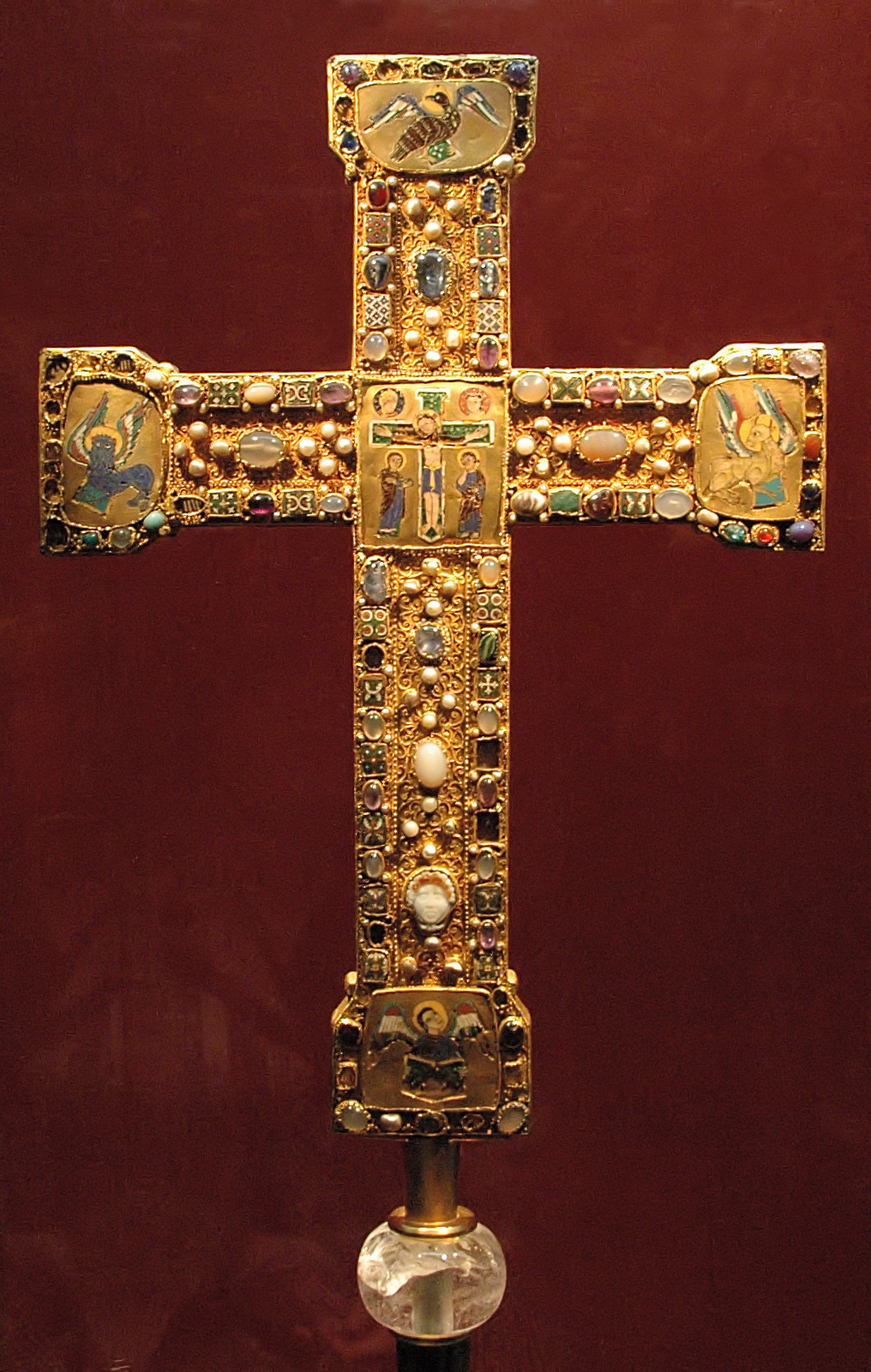
Tzw. Krzyż z wielkimi emaliami
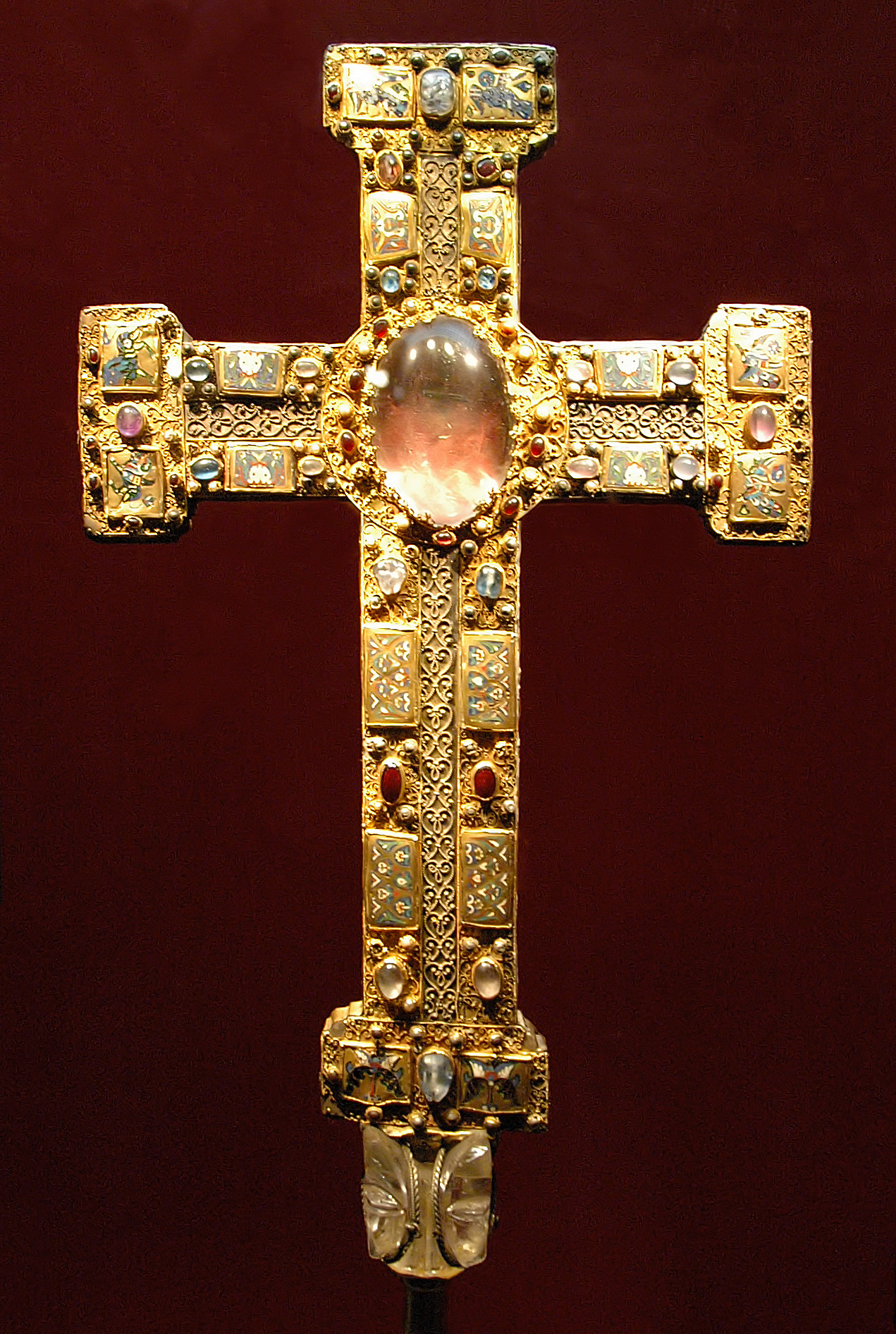
Krzyż opatki Teofano
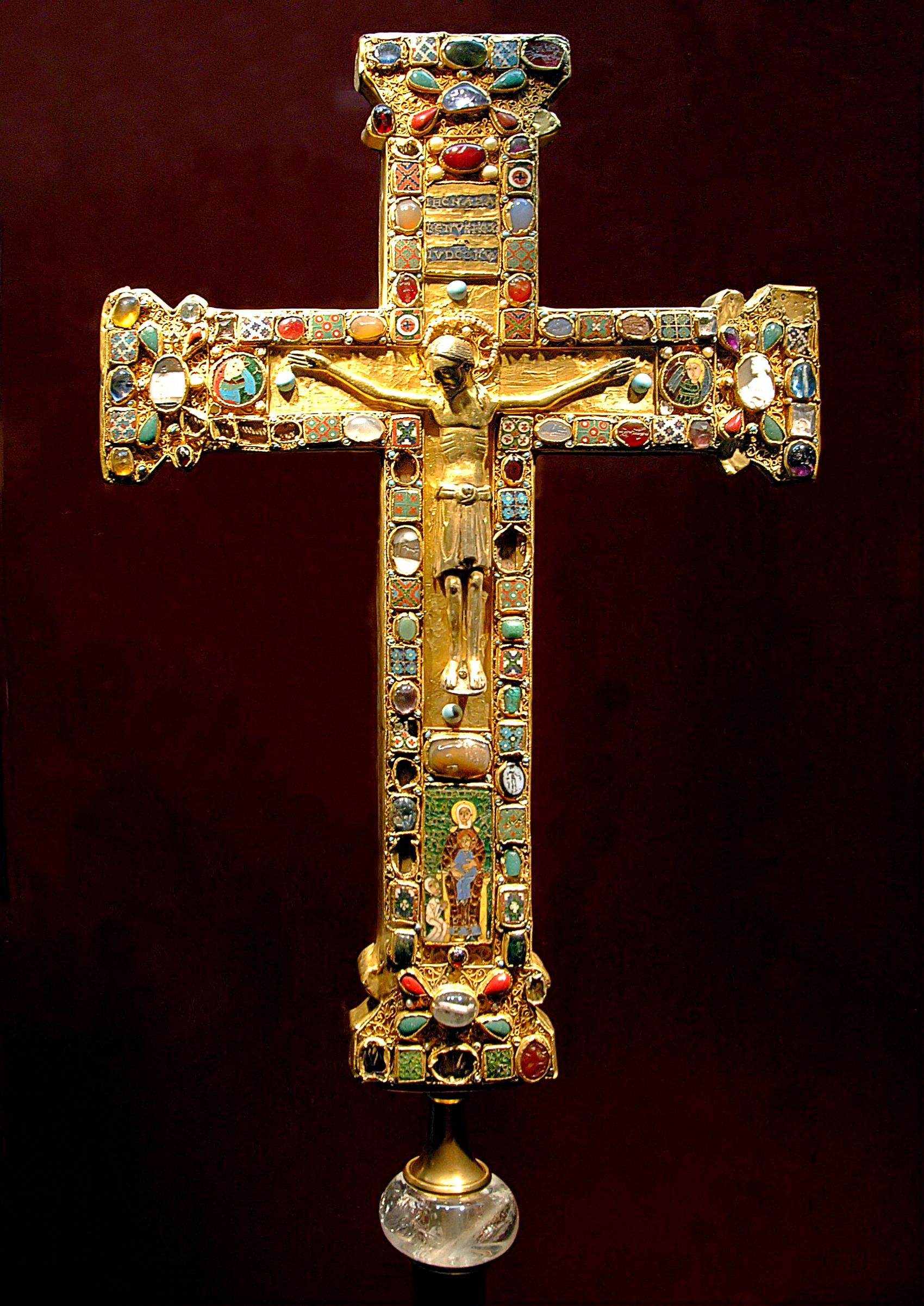
Młodszy Krzyż Matyldy